# Rio Xambrê
Der Rio Xambrê ist ein 128 km langer Fluss im Nordwesten des brasilianischen Bundesstaats Paraná.

## Etymologie und Geschichte
Eine Erklärung besagt, dass der Ursprung des Namens auf den französischen Ingenieur Chambert zurückgeht. Der Name wurde von den Arbeitern zu Xambrê vereinfacht.
Eine zweite Erklärung geht von einer indigenen Herkunft aus. Es handelt sich um den Namen des Häuptlings Jambrê, der einst großen Einfluss im Piquirital hatte (Tixamber = „Freund“, „freundlich“).
Die dritte Variante erklärt den Namen aus dem Kaingang: jam = „Mutter“ und brê = „nah“, „nah verwandt“.

## Geografie

### Lage
Das Einzugsgebiet des Rio Xambrê befindet sich auf dem Terceiro Planalto Paranaense (Dritte oder Guarapuava-Hochebene von Paraná).

### Verlauf
Sein Quellgebiet liegt im Munizip Umuarama auf 416 m Meereshöhe in den südlichen Ausläufern der Serra dos Dourados etwa 10 km nordwestlich des Zentrums von Umurama in der Nähe der PR-580.
Der Fluss verläuft in südwestlicher Richtung. Er fließt zwischen den Munizipien Iporã und Francisco Alves von rechts in den Rio Piquiri. Er mündet auf 226 m Höhe. Er ist 128 km lang.
Er entwässert ein Einzugsgebiet im Gebiet südwestlich von Umuarama.

### Munizipien im Einzugsgebiet
Am Rio Xambrê liegen sieben Munizipien:
- rechts: Xambrê, Pérola, Altônia, Iporã
- links: Umuarama, Cafezal do Sul, Francisco Alves